# Rampant
„Rampant“ е петият студиен албум на шотландската рок група Nazareth и вторият, който издават през 1974 г. (другият е „Loud 'n' Proud“). Този албум, както и предходните два, е продуциран от басиста на Deep Purple, Роджър Глоувър.

### Бонус песни
На ремастерираното CD, издадено от Castle Records през 1997, са прибавени три бонус песни и допълнителни бележки
1. „Shanghai'd In Shanghai“ – 3:42 (Агню, Чарлтън, МакКафърти, Суит) версия за САЩ
2. „Cat's Eye Apple Pie“ – 3:01 (Агню, Чарлтън, МакКафърти, Суит)
3. „Shapes of Things“ – 3:20 (МакКафърти, Релф, Самюъл-Смит) сингъл

## Състав
- Дан Маккафърти – вокал
- Мануел Чарлтън (Мани Чарлтън) – китара, продуцент
- Пит Агню – бас, китара, беквокали
- Дарел Суит – барабани, беквокали
- Вики Браун, Бари Джон, Лиза Страйк – беквокали
- Джон Лорд – синтезатор, пиано
- Роджър Глоувър – продуцент